# Serghei Gherasimov
Serghei Gherasimov  (n. 21 mai/3 iunie 1906, Q13636489⁠(d), uezdul Troițk⁠(d), Gubernia Orenburg⁠(d), Imperiul Rus – d. 26 noiembrie 1985, Moscova, RSFS Rusă, URSS) a fost un regizor de film sovietic, actor de film, scenarist, dramaturg și academician. A fost profesor la cea mai veche școală de film din lume, Institutul Cinematografic din Moscova care astăzi îi poartă numele. Erou al Muncii Socialiste (1974), a primit Ordinul Steagul Roșu al Muncii. Artistul al poporului din URSS (1948), a câștigat Premiul Lenin (1984), de trei ori Premiul Stalin (1941, 1949, 1951) și Premiul de stat al URSS (1971).

## Biografie și carieră
În 1923-1925 a studiat la Școala de Artă din Leningrad. În 1928 (în conformitate cu alte surse, în 1930) a absolvit Colegiul de Arte Plastice. A debutat ca actor în filmul Мишки против Юденича (Mishki versus Yudenich, 1925), în care a jucat rolul шпик (Shpik).
Gerasimov a fost președintele juriului la Festivalul Internațional de Film de la Moscova din 1959 (prima ediție), 1965 (a patra ediție), 1969 (a șasea ediție) și 1985 (a 14-a ediție)  A fost membru al juriului Festivalului Internațional de Film de la Moscova în 1961 (a doua ediție) și în 1971 (a șaptea ediție).
Filmul său din 1967 Jurnalistul a câștigat Marele Premiu la a 5-a ediție a Festivalului Internațional de Film de la Moscova.
În ultimul său film, regizat în 1984, a jucat rolul titular al scriitorului  Lev Tolstoi.

## Filmografie
- 1938 Orașul tinereții (Комсомольск / Komsomolsk)
- 1939 Învățătorul (Учитель / Uchitel)
- 1941 Mascarada (Маскарад)
- 1948 Tânăra gardă (Молодая гвардия / Molodaia gvardia) [16]
- 1952 Medicul de țară (Сельский врач / Selski vraci)
- 1955 Speranța (Надежда / Nadejda)
- 1958 Pe Donul liniștit (Тихий Дон / Tihii Don)
- 1962 Oameni și fiare (Люди и звери / Liudi i zveri)
- 1967 Ziaristul (Журналист / Jurnalist)
- 1970 Pe malul lacului (У озера / U ozera)
- 1975 Fiice și mame (Дочки-матери)
- 1976 Roșu și negru (Красное и чёрное)
- 1984 Lev Tolstoi  (Лев Толстой / Lev Tolstoi)